# Kirketugt
Kirketugt er kirkelig disciplinering af personer, hvis liv og lære afviger fra kirkens lære og normer. Kirketugten kan ske gennem forkyndelse, irettesættelse, suspension, tab af medlemsrettigheder, udelukkelse fra nadveren eller ligefrem eksklusion. Den er – og har været – mere eller mindre streng i forskellige kirker. Der er en positiv intention bag kirketugten, da meningen med den er at beskytte kirken. Imidlertid er der mange historiske eksempler på, at den er blevet misbrugt. 